# 戸田市役所
戸田市役所（とだしやくしょ）は、埼玉県戸田市の執行機関としての事務を行う施設である。

## 概要
かつては上戸田2-21に所在していたが、現在地に移転した。市役所跡地は上戸田ふれあい広場として整備された後、2015年に上戸田地域交流センターが建設された。

## 沿革
- 1970年（昭和45年） - 新庁舎が完成。

## 組織
- 1階 - 福祉総務課、資産管理課、行政委員会事務局
- 4階 - 政策秘書室、経営企画課、財政課、資産管理課、入札検査課
- 5階 - 人事課
- 8階 - 戸田市議会議場

## アクセス
- 埼京線戸田駅から徒歩10分